# Protapanteles rugosus
Protapanteles rugosus är en stekelart som först beskrevs av Muesebeck 1922.  Protapanteles rugosus ingår i släktet Protapanteles och familjen bracksteklar. Inga underarter finns listade i Catalogue of Life.